# Браттберг, Юхан
Юхан Аксель Браттберг (швед. Johan Axel Brattberg; род. 28 декабря 1996, Швеция) — шведский футболист, вратарь клуба «Хеккен».

## Клубная карьера
Является воспитанником «Фалькенберга», в котором прошёл путь от детской до основной команды. В 2013 году впервые попал в официальную заявку на матч Суперэттана, но на поле не появился. В 2015 году отправился в аренду в «Винберг», но ни одного матча за команду не провёл. 7 февраля 2016 года также на правах аренды отправился в «Эскильминне». В его составе первую игру провёл 9 апреля 2016 года против «Севедалена», пропустив в той игре 2 мяча. За время аренды принял участие в четырёх матчах. В августе 2016 года отправился на правах аренды в партнёрский клуб «Улларед», выступающий во втором дивизионе.
22 октября 2017 года в гостевой встрече с «Эстером» впервые появился в воротах «Фалькенберга» в официальном матче. Браттберг провёл на поле всю игру и пропустил один мяч, благодаря чему соперник сумел уйти от поражения. По итогам следующего сезона, в котором Юхан принял участие в трёх встречах, «Фалькенберг» занял второе место в турнирной таблице и заслужил повышение в классе на будущий год. 24 апреля 2019 года дебютировал в чемпионате Швеции, выйдя в стартовом составе на игру с «Сириусом», завершившуюся нулевой ничьей.
15 февраля 2021 года перешёл в «Хеккен», подписав с клубом контракт на два года. После возвращения в строй Понтуса Дальберга, был отдан в аренду на полгода в свой бывший клуб. За время аренды принял участие только в одном матче. Летом 2021 года вернулся в «Хеккен». 22 августа в гостевой игре с АИК Браттберг дебютировал за клуб в Алльсвенскане.

## Карьера в сборной
Выступал за юношескую сборную Швеции. В её составе провёл единственный матч 12 октября 2015 года. В товарищеской игре с датчанами Браттберг вышел на поле после перерыва вместо Тима Эрландссона.

## Достижения
Фалькенберг:
- Второе место в Суперэттане: 2018

## Клубная статистика
| Выступление      | Выступление      | Выступление      | Лига | Лига | Кубки | Кубки | Конт. кубки | Конт. кубки | Итого | Итого |
| Клуб             | Лига             | Сезон            | Игры | Голы | Игры  | Голы  | Игры        | Голы        | Игры  | Голы  |
| ---------------- | ---------------- | ---------------- | ---- | ---- | ----- | ----- | ----------- | ----------- | ----- | ----- |
| Фалькенберг      | Суперэттан       | 2017             | 1    | -1   | 0     | 0     | 0           | 0           | 1     | -1    |
| Фалькенберг      | Суперэттан       | 2018             | 3    | -2   | 0     | 0     | 0           | 0           | 3     | -2    |
| Фалькенберг      | Алльсвенскан     | 2019             | 10   | -16  | 1     | 0     | 0           | 0           | 11    | -16   |
| Фалькенберг      | Алльсвенскан     | 2020             | 13   | -21  | 4     | -3    | 0           | 0           | 17    | -24   |
| Фалькенберг      | Суперэттан       | 2021             | 1    | -1   | 0     | 0     | 0           | 0           | 1     | -1    |
| Фалькенберг      | Итого            | Итого            | 28   | -41  | 0     | 0     | 0           | 0           | 28    | -41   |
| → Эскильминне    | Дивизион 2       | 2016             | 4    | -12  | 0     | 0     | 0           | 0           | 4     | -12   |
| → Эскильминне    | Итого            | Итого            | 4    | -12  | 0     | 0     | 0           | 0           | 4     | -12   |
| → Улларед        | Дивизион 2       | 2016             | 8    | -12  | 0     | 0     | 0           | 0           | 8     | -12   |
| → Улларед        | Дивизион 2       | 2017             | 13   | -21  | 0     | 0     | 0           | 0           | 13    | -21   |
| → Улларед        | Дивизион 2       | 2018             | 12   | -27  | 0     | 0     | 0           | 0           | 12    | -27   |
| → Улларед        | Итого            | Итого            | 33   | -60  | 0     | 0     | 0           | 0           | 33    | -60   |
| Хеккен           | Алльсвенскан     | 2021             | 1    | -2   | 0     | 0     | 0           | 0           | 1     | -2    |
| Хеккен           | Итого            | Итого            | 1    | -2   | 0     | 0     | 0           | 0           | 1     | -2    |
| Всего за карьеру | Всего за карьеру | Всего за карьеру | 66   | -115 | 5     | -3    | 0           | 0           | 71    | -118  |